# Carlyle, Saskatchewan

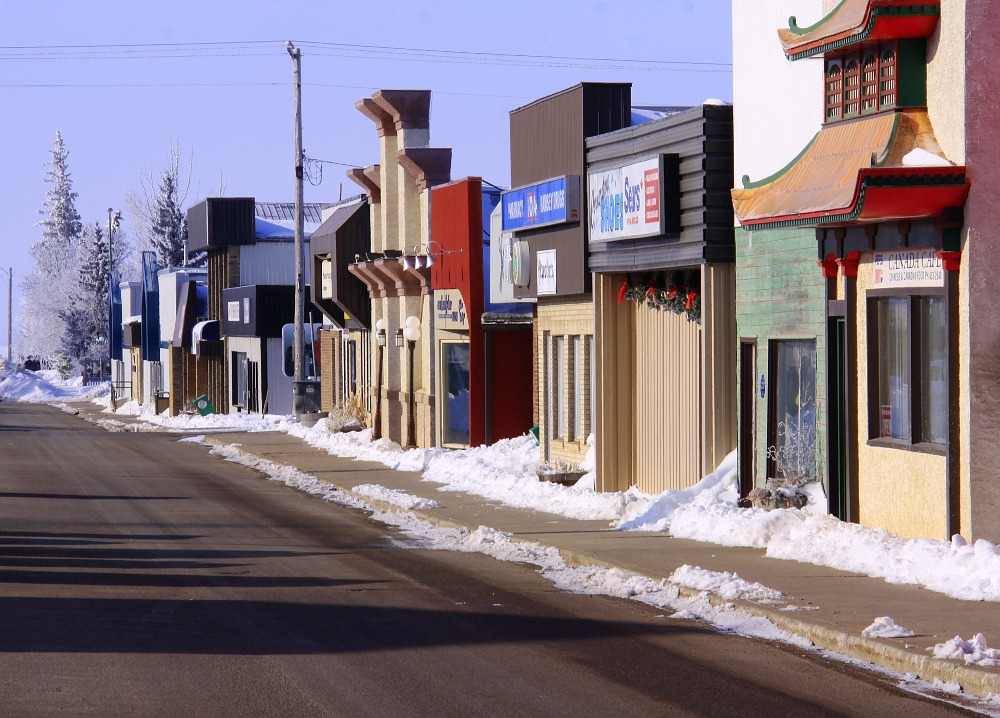
Huvudgatan.

Carlyle är en småstad (town) i den kanadensiska provinsen Saskatchewan som hade 1 260 invånare år 2001. Orten grundades år 1902 som by och blev tre år senare en stad.

## Kända personer från Carlyle
- Brenden Morrow, ishockeyspelare